# Football Club Internazionale Milano 2014-2015
Questa voce raccoglie le informazioni riguardanti il Football Club Internazionale Milano nelle competizioni ufficiali della stagione 2014-2015.

## Stagione

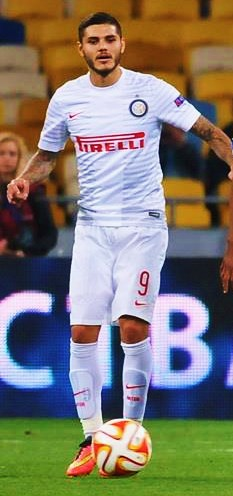
Mauro Icardi, diventato il centravanti titolare dell'Inter dopo la partenza di Diego Milito: l'argentino disputerà un'eccellente stagione dal punto di vista realizzativo, laureandosi capocannoniere del campionato insieme a Luca Toni

Il quinto posto ottenuto al termine della stagione precedente permise la conferma di Walter Mazzarri, decisione vissuta come impopolare da una tifoseria cui il tecnico risultava ormai inviso. Dal punto di vista dell'organico il presidente Thohir, già fautore di un corposo repulisti nella dirigenza, dovette fare i conti con l'addio dello «zoccolo duro» argentino, costituito da Javier Zanetti, Samuel, Cambiasso e Milito, cui seguì l'innesto di nuovi volti: il difensore centrale Vidić, proveniente dal Manchester United ma rivelatosi, a posteriori, un clamoroso flop, l'esterno Dodô, i centrocampisti M'Vila, il cui scarso minutaggio e contributo lo resero una meteora, e Gary Medel, dimostratosi invece un importante «gregario», e soprattutto l'attaccante Osvaldo la cui esperienza in nerazzurro fu segnata dai limiti comportamentali. Affidati i gradi di capitano a Ranocchia, la squadra si apprestò a vivere un anno zero avendo ormai rescisso ogni legame con il passato: a certificare un'era differente contribuì anche la composizione della rosa che non presentava più alcun reduce del Triplete, con la sola eccezione del nigeriano Joel Obi (ufficialmente tesserato, sebbene mai sceso in campo, durante la stagione 2009-10).. Il primo impegno stagionale riguardò i preliminari di Europa League, cui l'Inter era stata ammessa in virtù del quinto posto nel campionato 2013-14: avversario fu l'islandese Stjarnan, cenerentola guadagnatasi la simpatia generale per le esultanze ai gol dei propri calciatori. Il 3-0 esterno conseguito all'andata rese una formalità il retour match, nel quale la formazione s'impose con un netto 6-0. I nerazzurri ebbero così accesso al tabellone principale del torneo, inseriti in un gruppo abbordabile: a far loro compagnia erano gli ucraini del Dnipro, gli azeri del Qarabag e i francesi del Saint-Étienne.. Le battute iniziali del campionato 2014-15 dipinsero uno scenario difficile per i meneghini: ottenuto un punto nella prima giornata, dovuto ad uno 0-0 contro il Torino, la squadra incappò in risultati altalenanti, quali il 7-0 al Sassuolo (seconda volta in due anni), ma anche pesanti sconfitte contro Cagliari e Fiorentina, artefici di un nuovo stormo di critiche su Mazzarri, con i sostenitori che rinfacciarono al tecnico livornese la scarsa elasticità tattica: l'allenatore confermò infatti il 3-5-2, risentendo però della difficoltà di ambientamento dei nuovi acquisti — in primis Vidić — e della discontinuità di rendimento di alcuni interpreti, tra cui Hernanes e Guarín. Malgrado un buon percorso europeo — che vide la squadra imporsi in Ucraina e tra le mura amiche con il Qarabag, per poi pareggiare entrambe le sfide con i francesi — l'esperienza di Mazzarri era ormai giunta al capolinea: dopo la sconfitta di Parma, contro una compagine fanalino di coda ed in piena crisi, e il pari subìto in rimonta dal Verona (con i milanesi che, in inferiorità numerica, incassarono il 2-2 nel recupero) Thohir esonerò il tecnico durante la sosta di novembre. 

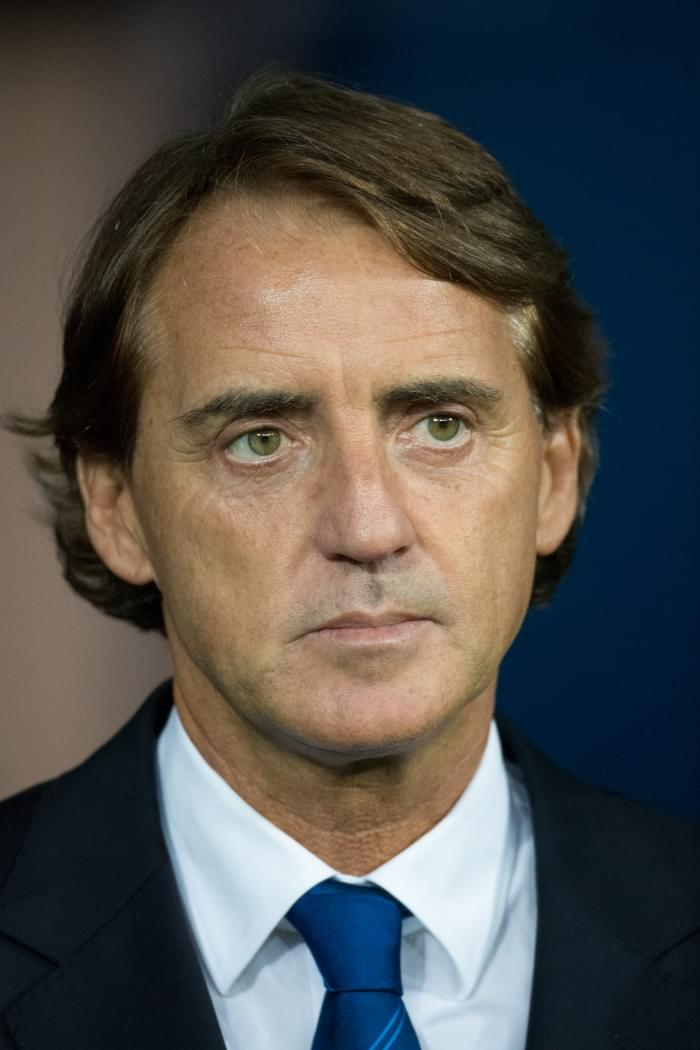
Roberto Mancini subentra sulla panchina dell'Inter a 6 anni di distanza dalla fine del suo primo ciclo di successo: nonostante le rinnovate aspettative, il tecnico jesino non riuscirà a condurre la squadra alla qualificazione europea

Alla ripresa fu chiamato Roberto Mancini, tornato dopo 6 anni. Complice una conoscenza non approfondita della rosa, il Mancio fu incapace di apportare a breve termine un cambio di passo significativo: nel mese precedente la sosta natalizia, l'Inter — qualificatasi in anticipo alla knockout phase di Europa League — conquistò appena cinque punti in sette giornate di campionato, pur mantenendo vive le speranze di rimonta a causa di una classifica stretta. Nel mercato invernale la dirigenza si mosse attivamente, apportando correttivi in ciascun reparto: furono infatti acquistati Felipe, Santon (di ritorno a Milano dopo cinque anni), Brozović, Shaqiri e Podolski; non fu invece riconfermato Osvaldo, dopo che una lite con alcuni compagni nel derby d'italia gli costò una sospensione, mutata poi nell'espulsione definitiva dall'undici. Mancini confermò Handanović tra i pali, con lo sloveno distintosi in particolare per l'abilità nel respingere i calci di rigore; la difesa passò a quattro elementi con Juan Jesus, Ranocchia, D'Ambrosio e Dodô, mentre Vidić incontrò il definitivo accantonamento. A formare la cerniera di centrocampo erano Guarín e Kovačić, con Hernanes o Shaqiri sulla trequarti: le fasce esterne vedevano la presenza di un recuperato Palacio e del neoacquisto Podolski, con Icardi a ricoprire la posizione di centravanti. Minor spazio trovarono Brozović in mediana e Nagatomo lungo le corsie laterali, così come Andreolli al centro della difesa; fu poi concessa la passerella dell'esordio in prima squadra ai giovani Gnoukouri, Pușcaș, Donkor e Dimarco.. Nonostante il nuovo assetto tattico, l'Inter non colse risultati immediati, attraversando un inverno altalenante che la vide oscillare tra il sesto e il decimo posto in campionato. Malgrado una lieve ripresa nel mese di febbraio — coincisa, tra l'altro, con il superamento dei sedicesimi di finale in Europa League a danno dello scozzese Celtic — l'undici nerazzurro fu incapace di trovare costanza sotto il profilo del rendimento. Eliminata dal tedesco Wolfsburg in ambito continentale, la squadra lombarda fu condannata ad una primavera senza obiettivi all'infuori di un piazzamento europeo ancora da raggiungere.. Lo scorcio finale di campionato non modificò la sostanza della stagione, con i milanesi che ottennero 18 punti in 10 giornate: le sconfitte contro Juventus e Genoa nelle ultime giornate la relegarono all'ottavo posto in classifica; una consolazione venne tuttavia dal giovane Icardi, laureatosi miglior marcatore della Serie A (parimenti al veronese Luca Toni) con 22 realizzazioni. Un ultimo spiraglio in chiave europea si aprì a giugno, quando la Sampdoria — ammessa ai preliminari di Europa League in sostituzione del Genoa — rischiò di non potersi iscrivere per il coinvolgimento in un caso di combine risalente al 2012: l'accoglimento del ricorso doriano certificò tuttavia la qualificazione di questi ultimi, determinando l'esclusione nerazzurra dalle scene internazionali per la seconda volta in un decennio (circostanza che non accadeva dagli anni 1990).

## Divise e sponsor

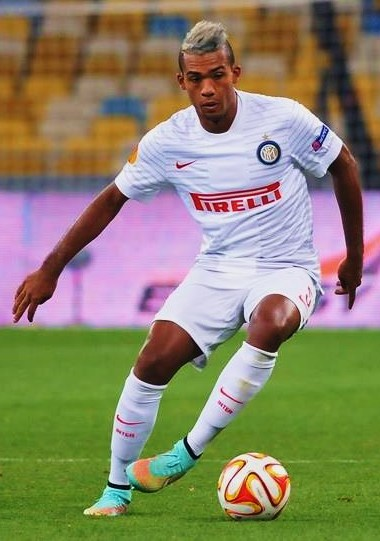
Juan Jesus sfoggia il completo da trasferta bianco con dettagli rossi: il motivo nella parte frontale della maglia forma la croce di San Giorgio, evidente richiamo alla città di Milano.

La presentazione delle divise avvenne nel luglio 2014, con una sostanziale novità per la prima maglia: completamente rivoluzionata, presentava un colletto a polo prevalentemente nero con una rifinitura azzurra sulla parte superiore, strisce nere più strette definite da tredici pinstripes azzurre, quasi a ricordare un elegante gessato. Le maniche seguivano la trama principale per poi finire con una striscia sottile azzurra e una banda di colore nero ai bordi. La divisa da trasferta era invece bianca, con strisce orizzontali grigie che si interrompevano a formare sul petto la croce di San Giorgio (simbolo della città meneghina): sponsor e dettagli erano colorati in rosso. La terza maglia fu infine presentata nel settembre 2014, risultando completamente azzurra con una linea nera su ciascun lato.. Il 31 maggio 2015, in occasione dell'ultima giornata di campionato con l'Empoli, la squadra indossò la divisa che avrebbe poi utilizzato nella stagione seguente.
| Casa | Casa (38ª Serie A) | Trasferta | Terza divisa | 1ª portiere | 1ª portiere (38ª Serie A) | 2ª portiere | 3ª portiere |  |

## Organigramma societario
Area direttiva
- Presidente: Erick Thohir.
- Presidente onorario: Massimo Moratti[57]
- Vicepresidenti: Angelomario Moratti[57] Javier Zanetti.
- Consiglio di Amministrazione: Erick Thohir, Handy Soetedjo, Grant Ferguson, Nicola Volpi, Michael Bolingbroke, Alberto Manzonetto, Carlo D'Urso, Gerardo Braggiotti (dal 21 novembre 2014[58]).
- Collegio sindacale. Sindaci Effettivi: Giovanni Luigi Camera, Giorgio Rusticali e Fabrizio Angelelli.
- Advisory Board: Milly Moratti e Nicola Volpi.
- Direttore Generale: Marco Fassone.
- Amministratore delegato: Michael Bolingbroke.
- Direttore Marketing: Claire Lewis.
- Direttore Global Partnership: Dan Chard.
- Direttore Area Amministrativa, Finanza e Controllo: Michael Williamson.
- Direttore Commerciale: Giorgio Ricci.
- Responsabile Segreteria Sportiva Prima Squadra: Monica Volpi.
- Direttore Settore Giovanile: Roberto Samaden.
- Responsabile Area Ricerca e Selezione Sett. Giovanile: Pierluigi Casiraghi.
- Responsabile Organizzativo Settore Giovanile: Alberto Celario.
- Direttore Amministrazione: Paolo Pessina.
- Direttore Pianificazione Strategica e Controllo di Gestione: Mark van Huuksloot.
- Real Estate Operations: Mauro Ferrara.

Area organizzativa
- Direttore del Personale: Sergio Zanetta.
- Responsabile ufficio legale: Francesca Muttini.

Area comunicazione
- Responsabile Information Technology: Giovanni Valerio.
- Responsabile Rapporti con la stampa: Edoardo Caldara.
- Responsabili Ufficio Stampa: Leo Picchi e Luigi Crippa.
- Direttore responsabile Inter Channel: Roberto Scarpini.
- Ufficio Stampa: Daria Nicoli, Andreina Renna, Davide Civoli.
- Presidente Onorario Inter Club: Bedy Moratti.

Area sportiva
- Direttore Sportivo: Piero Ausilio.
- Team Manager: Giuseppe Santoro[59], Andrea Romeo[60].

Area tecnica
- Allenatore: Walter Mazzarri,[59] Roberto Mancini.
- Allenatore in seconda: Nicolò Frustalupi,[59] Giulio Nuciari.
- Collaboratori tecnici: Giuseppe Baresi,[59] Luca Vigiani,[59], Sylvinho, Fausto Salsano, José Duqué.
- Preparatore atletico: Giuseppe Pondrelli,[59] Ivan Carminati.
- Responsabile addetto agli arbitri: Andrea Romeo[61]
- Allenatore portieri: Nunzio Papale,[59] Adriano Bonaiuti.
- Match analyst: Michele Salzarulo.

Area sanitaria
- Coordinatore staff medico: Piero Volpi.
- Medico sociale: Daniele Casalini.
- Medico: Simone Porcelli.
- Medico Primavera: Alessandro Corsini.
- Preparatore atletico: Andrea Scanavino.
- Responsabile recupero infortunati: Gian Nicola Bisciotti.
- Preparatore di recupero: Massimiliano Marchesi.
- Coordinatore fisioterapisti: Marco Dellacasa.
- Fisioterapisti: Massimo Dellacasa, Andrea Belli, Marco Frigerio e Matteo Perasso.

## Rosa
Rosa e numerazione aggiornate al 3 febbraio 2015.
| N. |                      | Ruolo | Calciatore                  |
| -- | -------------------- | ----- | --------------------------- |
| 1  | Slovenia (bandiera)  | P     | Samir Handanovič            |
| 2  | Brasile (bandiera)   | D     | Jonathan                    |
| 5  | Brasile (bandiera)   | D     | Juan Jesus                  |
| 6  | Italia (bandiera)    | D     | Marco Andreolli             |
| 7  | Italia (bandiera)    | A     | Pablo Osvaldo               |
| 8  | Argentina (bandiera) | A     | Rodrigo Palacio             |
| 9  | Argentina (bandiera) | A     | Mauro Icardi                |
| 10 | Croazia (bandiera)   | C     | Mateo Kovačić               |
| 11 | Germania (bandiera)  | A     | Lukas Podolski              |
| 13 | Colombia (bandiera)  | C     | Fredy Guarín                |
| 14 | Argentina (bandiera) | D     | Hugo Campagnaro             |
| 15 | Serbia (bandiera)    | D     | Nemanja Vidić               |
| 17 | Serbia (bandiera)    | C     | Zdravko Kuzmanović          |
| 18 | Cile (bandiera)      | C     | Gary Medel                  |
| 19 | Argentina (bandiera) | A     | Rubén Botta                 |
| 20 | Nigeria (bandiera)   | C     | Joel Obi                    |
| 21 | Italia (bandiera)    | D     | Davide Santon               |
| 22 | Brasile (bandiera)   | D     | Dodô                        |
| 23 | Italia (bandiera)    | D     | Andrea Ranocchia (capitano) |
| 24 | Italia (bandiera)    | D     | Giacomo Sciacca             |
| 25 | Senegal (bandiera)   | D     | Ibrahima Mbaye              |
| 26 | Brasile (bandiera)   | D     | Felipe                      |

| N. |                           | Ruolo | Calciatore                    |
| -- | ------------------------- | ----- | ----------------------------- |
| 27 | Costa d'Avorio (bandiera) | C     | Assane Gnoukouri              |
| 28 | Romania (bandiera)        | A     | George Pușcaș                 |
| 29 | Guinea (bandiera)         | C     | Gaston Camara                 |
| 30 | Argentina (bandiera)      | P     | Juan Pablo Carrizo            |
| 33 | Italia (bandiera)         | D     | Danilo D'Ambrosio             |
| 44 | Slovenia (bandiera)       | C     | Rene Krhin                    |
| 46 | Italia (bandiera)         | P     | Tommaso Berni                 |
| 54 | Ghana (bandiera)          | D     | Isaac Donkor                  |
| 55 | Giappone (bandiera)       | D     | Yūto Nagatomo (vice capitano) |
| 77 | Croazia (bandiera)        | C     | Marcelo Brozović              |
| 88 | Brasile (bandiera)        | C     | Hernanes                      |
| 90 | Francia (bandiera)        | C     | Yann M'Vila                   |
| 91 | Svizzera (bandiera)       | C     | Xherdan Shaqiri               |
| 92 | Italia (bandiera)         | A     | Enrico Baldini                |
| 93 | Italia (bandiera)         | D     | Federico Dimarco              |
| 94 | Costa d'Avorio (bandiera) | D     | Eloge Yao                     |
| 95 | Italia (bandiera)         | P     | Davide Costa                  |
| 96 | Italia (bandiera)         | C     | Andrea Palazzi                |
| 97 | Italia (bandiera)         | A     | Federico Bonazzoli            |
| 98 | Romania (bandiera)        | P     | Ionuț Radu                    |
| 99 | Guinea-Bissau (bandiera)  | A     | José Zé Turbo Correia         |

## Calciomercato

### Sessione estiva(dall'1/7 al 2/9)
| Acquisti | Acquisti                | Acquisti                | Acquisti                 |
| R.       | Nome                    | da                      | Modalità                 |
| -------- | ----------------------- | ----------------------- | ------------------------ |
| P        | Francesco Bardi         | Livorno                 | fine prestito            |
| P        | Vid Belec               | Olhanense               | fine prestito            |
| P        | Tommaso Berni           | Torino                  | svincolato               |
| P        | Raffaele Di Gennaro     | Cittadella              | fine prestito            |
| D        | Andrea Bandini          | Bologna                 | definitivo               |
| D        | Simone Benedetti        | Padova                  | fine prestito            |
| D        | Cristiano Biraghi       | Cittadella              | risoluzione comproprietà |
| D        | Mirko Crociati          | Giana Erminio           | definitivo               |
| D        | Dodô                    | Roma                    | prestito                 |
| D        | Marco Ferrara           | Pergolettese            | risoluzione comproprietà |
| D        | Matteo Frigerio         | Renate                  | definitivo               |
| D        | Jacobo Galimberti       | Monza                   | fine prestito            |
| D        | Eloge Yao               | Parma                   | definitivo               |
| D        | Ibrahima Mbaye          | Livorno                 | fine prestito            |
| D        | Simone Pasa             | Padova                  | fine prestito            |
| D        | Giorgio Piacentini      | AlbinoLeffe             | prestito                 |
| D        | Matías Silvestre        | Milan                   | fine prestito            |
| D        | Lukas Spendlhofer       | Varese                  | fine prestito            |
| D        | Nemanja Vidić           | Manchester Utd          | svincolato               |
| D        | Giovanni Zaro           | Castiglione             | risoluzione comproprietà |
| C        | Rodrigo Alborno         | Cittadella              | fine prestito            |
| C        | Niccolò Belloni         | Modena                  | fine prestito            |
| C        | Marco Benassi           | Livorno                 | fine prestito            |
| C        | Daniel Bessa            | Sparta Rotterdam        | fine prestito            |
| C        | Mattia Bonetto          | Montebelluna            | definitivo               |
| C        | Lorenzo Crisetig        | Parma                   | risoluzione comproprietà |
| C        | Alessandro Cannataro    | Livorno                 | fine prestito            |
| C        | Alfred Duncan           | Livorno                 | fine prestito            |
| C        | Gianmarco Gabbianelli   | Pro Patria              | fine prestito            |
| C        | Assane Gnoukouri        | Marano                  | definitivo               |
| C        | Rene Krhin              | Bologna                 | riscatto (1,2 milioni €) |
| C        | Diego Laxalt            | Bologna                 | fine prestito            |
| C        | Gary Medel              | Cardiff City            | definitivo               |
| C        | Yann M'Vila             | Rubin                   | prestito (1 milione €)   |
| C        | Joel Obi                | Parma                   | fine prestito            |
| C        | Ezequiel Schelotto      | Parma                   | fine prestito            |
| C        | Andrea Romanò           | Bologna                 | risoluzione comproprietà |
| C        | Stefano Tonsi           | Novese                  | fine prestito            |
| A        | Ishak Belfodil          | Livorno                 | fine prestito            |
| A        | Riccardo Bocalon        | Venezia                 | fine prestito            |
| A        | Bocar Djurmo            | Oțelul Galați           | fine prestito            |
| A        | Adama Fofana            | Brescia                 | definitivo               |
| A        | Zate Wilfried Gnoukouri | Marano                  | definitivo               |
| A        | Youssou Lo              | Vicenza                 | definitivo               |
| A        | Samuele Longo           | Rayo Vallecano          | fine prestito            |
| A        | Davide Mariani          | Enotria                 | prestito                 |
| A        | Diego Mella             | Pro Patria              | fine prestito            |
| A        | Pablo Osvaldo           | Southampton             | prestito                 |
| A        | Ismael Sanogo           | Spezia                  | fine prestito            |
| A        | Tidjane Baldé           | Modena                  | fine prestito            |
| A        | Christian Silenzi       | Athletic Soccer Academy | definitivo               |

| Cessioni | Cessioni                    | Cessioni         | Cessioni                 |
| R.       | Nome                        | a                | Modalità                 |
| -------- | --------------------------- | ---------------- | ------------------------ |
| P        | Francesco Bardi             | Chievo           | prestito                 |
| P        | Vid Belec                   | Konyaspor        | prestito                 |
| P        | Luca Castellazzi            | Torino           | svincolato               |
| P        | Raffaele Di Gennaro         | Latina           | prestito                 |
| P        | Raffaele Delle Vedove       | Lumezzane        | definitivo               |
| P        | Alessandro Feleppa          | Pontisola        | prestito                 |
| P        | Ivica Ivusic                | Prato            | prestito                 |
| P        | Giovanni Ranieri            | SPAL             | prestito                 |
| D        | Andrea Mei                  | Vis Pesaro       | svincolato               |
| D        | Andrea Bandini              | Prato            | prestito                 |
| D        | Simone Bandini              | Chievo           | prestito                 |
| D        | Simone Benedetti            | Cagliari         | definitivo               |
| D        | Cristiano Biraghi           | Chievo           | prestito                 |
| D        | Riccardo Bisceglia          | Inveruno         | prestito                 |
| D        | Francis Boateng             | Verona           | prestito                 |
| D        | Andrea Bondioli             | Brescia          | definitivo               |
| D        | Enrico Boschi               | Reggiana         | definitivo               |
| D        | Alessandro Cannataro        | Pro Patria       | prestito                 |
| D        | Mirko Crociati              | Chievo           | prestito                 |
| D        | Stefano Dalla Riva          | Marano           | prestito                 |
| D        | Fabio Eguelfi               | Prato            | prestito                 |
| D        | Jacopo Galimberti           | Savona           | prestito                 |
| D        | Simone Golia                | Bologna          | definitivo               |
| D        | Davide Guglielmotti         | Pro Patria       | definitivo               |
| D        | Leonardo Longo              | Grosseto         | prestito                 |
| D        | Alex Manolache              | Sacilese         | prestito                 |
| D        | Lorenzo Paramatti           | Bologna          | definitivo               |
| D        | Simone Pasa                 | Prato            | prestito                 |
| D        | Simone Pecorini             | Cittadella       | definitivo               |
| D        | Rolando                     | Porto            | fine prestito            |
| D        | Walter Samuel               | Basilea          | svincolato               |
| D        | Matías Silvestre            | Sampdoria        | prestito                 |
| D        | Federico Simonato           | Varese           | prestito                 |
| D        | Lukas Spendlhofer           | Sturm Graz       | prestito                 |
| D        | Wallace                     | Chelsea          | fine prestito            |
| D        | Javier Zanetti              |                  | fine carriera            |
| C        | Ricky Álvarez               | Sunderland       | prestito                 |
| C        | Niccolò Belloni             | Pro Vercelli     | prestito                 |
| C        | Marco Benassi               | Torino           | comproprietà             |
| C        | Daniel Bessa                | Bologna          | prestito                 |
| C        | Rubén Botta                 | Chievo           | prestito                 |
| C        | Esteban Cambiasso           | Leicester City   | svincolato               |
| C        | Lorenzo Crisetig            | Cagliari         | prestito                 |
| C        | Lorenzo Degeri              | Cremonese        | definitivo               |
| C        | Alfred Duncan               | Sampdoria        | prestito                 |
| C        | Gianmarco Gabbianelli       | Prato            | prestito                 |
| C        | Riccardo Gaiola             | Cesena           | prestito                 |
| C        | Morten Knudsen              | Prato            | prestito                 |
| C        | Diego Laxalt                | Empoli           | prestito                 |
| C        | McDonald Mariga             | Parma            | svincolato               |
| C        | Frank Emmanuel Didiba Mboke | Parma            | prestito                 |
| C        | Andrea Mira                 | Renate           | prestito                 |
| C        | Gaby Mudingayi              | Elche            | svincolato               |
| C        | Valeriano Nchama            | Marano           | prestito                 |
| C        | Mirko Nufi                  | Pergolettese     | prestito                 |
| C        | Andrea Romanò               | Prato            | prestito                 |
| C        | Ezequiel Schelotto          | Chievo           | prestito                 |
| C        | Demetrio Steffè             | Chievo           | prestito                 |
| C        | Saphir Taïder               | Sassuolo         | prestito                 |
| C        | Lorenzo Tassi               | Prato            | prestito                 |
| C        | Pierre Desire Zebli         | Perugia          | prestito                 |
| A        | Ishak Belfodil              | Parma            | risoluzione comproprietà |
| A        | Francesco Bigotto           | Pergolettese     | prestito                 |
| A        | Riccardo Bocalon            | Prato            | prestito                 |
| A        | Alessandro Capello          | Bologna          | risoluzione comproprietà |
| A        | Mattia Casale               | Pro Vercelli     | definitivo               |
| A        | Tidjane Baldé               | Virtus Entella   | prestito                 |
| A        | Matteo Colombi              | Savona           | prestito                 |
| A        | Gianluca D'Auria            | Napoli           | definitivo               |
| A        | Yago Del Piero              | Cesena           | definitivo               |
| A        | Bocar Djurmo                | Sliema Wanderers | prestito                 |
| A        | Adama Fofana                | Prato            | prestito                 |
| A        | Francesco Forte             | Forlì            | prestito                 |
| A        | Nicolò Gazzetti             | Carpi            | prestito                 |
| A        | Manuel Gullotta             | Brescia          | risoluzione comproprietà |
| A        | Marko Livaja                | Atalanta         | risoluzione comproprietà |
| A        | Youssou Lo                  | Mosta            | prestito                 |
| A        | Geremy Lombardi             | Parma            | prestito                 |
| A        | Samuele Longo               | Cagliari         | prestito                 |
| A        | Giuseppe Maiorano           | Sassuolo         | prestito                 |
| A        | Diego Mella                 | Pro Piacenza     | prestito                 |
| A        | Diego Milito                | Racing Club      | svincolato               |
| A        | Lorenzo Mitta               | Parma            | prestito                 |
| A        | Roberto Ogunseye            | Prato            | prestito                 |
| A        | Andy Polo                   | Millonarios      | comproprietà             |
| A        | Alessandro Ponti            | Genoa            | definitivo               |
| A        | Salvatore Russo             | Spezia           | definitivo               |
| A        | Ismael Sanogo               | Pro Piacenza     | prestito                 |
| A        | Giovanni Terrani            | Monza            | definitivo               |

### Sessione invernale(dal 5/1 al 2/2)
| Acquisti | Acquisti         | Acquisti         | Acquisti                                                 |
| R.       | Nome             | da               | Modalità                                                 |
| -------- | ---------------- | ---------------- | -------------------------------------------------------- |
| P        | Vid Belec        | Konyaspor        | fine prestito                                            |
| D        | Felipe           | Parma            | svincolato                                               |
| D        | Álvaro Pereira   | San Paolo        | fine prestito                                            |
| D        | Davide Santon    | Newcastle Utd    | prestito (0€) con diritto di riscatto (3,8 milioni)      |
| D        | Diego Laxalt     | Empoli           | fine prestito                                            |
| D        | Italo Santos     | Vasco da Gama    | definitivo (0€)                                          |
| D        | Simone Bandini   | Chievo           | fine prestito                                            |
| C        | Patrick Olsen    | Strømsgodset     | fine prestito                                            |
| C        | Marcelo Brozović | Dinamo Zagabria  | prestito (3 milioni) con obbligo di riscatto (5 milioni) |
| C        | Xherdan Shaqiri  | Bayern Monaco    | prestito (0€) con obbligo di riscatto (15 milioni)       |
| A        | José Correia     | Sporting Lisbona | definitivo (0€)                                          |
| A        | Lukas Podolski   | Arsenal          | prestito (0,6 milioni)                                   |
| A        | Tidjane Baldé    | Virtus Entella   | fine prestito                                            |

| Cessioni | Cessioni       | Cessioni         | Cessioni                                                      |
| R.       | Nome           | a                | Modalità                                                      |
| -------- | -------------- | ---------------- | ------------------------------------------------------------- |
| D        | Ibrahima Mbaye | Bologna          | prestito (0,5 milioni) con diritto di riscatto (2,75 milioni) |
| D        | Álvaro Pereira | Estudiantes (LP) | prestito con obbligo di riscatto (3 milioni)                  |
| D        | Simone Bandini | Lecco            | definitivo                                                    |
| C        | Rene Krhin     | Córdoba          | prestito (0,5 milioni)                                        |
| C        | Diego Laxalt   | Genoa            | prestito (0,5 milioni) con diritto di riscatto (2,5 milioni)  |
| C        | Patrick Olsen  | Haugesund        | svincolato                                                    |
| C        | Yann M'Vila    | Rubin            | fine prestito                                                 |
| A        | Tidjane Baldé  | Cardiff City     | prestito con diritto di riscatto (0,2 milioni)                |
| A        | Pablo Osvaldo  | Boca Juniors     | prestito                                                      |

## Risultati

### Serie A

#### Girone di andata
| Torino 31 agosto 2014, ore 20:45 CEST 1ª giornata | Torino          | 0 – 0 referto | Inter | Stadio Olimpico (25.824 spett.)\| Arbitro: \| Doveri (Roma 1) \| |
| Arbitro:                                          | Doveri (Roma 1) |               |       |                                                                  |

| Arbitro: | Calvarese (Teramo) |

|                                                             |           |  |
| Icardi 3’, 30’, 53’ Kovačić 21’ Osvaldo 43’, 72’ Guarín 74’ | Marcatori |  |

| Arbitro: | Valeri (Roma 2) |

|            |           |             |
| Vázquez 3’ | Marcatori | 42’ Kovačić |

| Arbitro: | Gervasoni (Mantova) |

|                          |           |  |
| Osvaldo 40’ Hernanes 87’ | Marcatori |  |

| Arbitro: | Banti (Livorno) |

|             |           |                             |
| Osvaldo 18’ | Marcatori | 10’ Sau 29’, 34’, 44’ Ekdal |

| Arbitro: | Tagliavento (Terni) |

|                                     |           |  |
| Babacar 7’ Cuadrado 19’ Tomović 75’ | Marcatori |  |

| Arbitro: | Orsato (Schio) |

|                           |           |                   |
| Guarín 82’ Hernanes 90+1’ | Marcatori | 79’, 90’ Callejón |

| Arbitro: | Mazzoleni (Bergamo) |

|  |           |                   |
|  | Marcatori | 32’ (rig.) Icardi |

| Arbitro: | Russo (Nola) |

|                     |           |  |
| Icardi 90+1’ (rig.) | Marcatori |  |

| Arbitro: | Rizzoli (Bologna) |

|                   |           |  |
| De Ceglie 5’, 76’ | Marcatori |  |

| Arbitro: | Rocchi (Firenze) |

|                 |           |                         |
| Icardi 18’, 48’ | Marcatori | 10’ Toni 89’ Nico López |

| Arbitro: | Guida (Torre Annunziata) |

|           |           |         |
| Ménez 23’ | Marcatori | 61’ Obi |

| Arbitro: | Mazzoleni (Bergamo) |

|                                            |           |                           |
| Gervinho 21’ Holebas 47’ Pjanić 60’, 90+2’ | Marcatori | 36’ Ranocchia 57’ Osvaldo |

| Arbitro: | Gervasoni (Mantova) |

|            |           |                           |
| Icardi 44’ | Marcatori | 60’ Fernandes 71’ Théréau |

| Arbitro: | Massa (Imperia) |

|  |           |                           |
|  | Marcatori | 19’ Kovačić 55’ Ranocchia |

| Arbitro: | Tagliavento (Terni) |

|                         |           |                         |
| Kovačić 66’ Palacio 80’ | Marcatori | 2’, 39’ Felipe Anderson |

| Arbitro: | Banti (Livorno) |

|          |           |            |
| Tévez 5’ | Marcatori | 64’ Icardi |

| Arbitro: | Russo (Nola) |

|                                  |           |          |
| Palacio 12’ Icardi 39’ Vidić 88’ | Marcatori | 85’ Izzo |

| Empoli 17 gennaio 2015, ore 18:00 CET 19ª giornata | Empoli          | 0 – 0 referto | Inter | Stadio Carlo Castellani (13.449 spett.)\| Arbitro: \| Doveri (Roma 1) \| |
| Arbitro:                                           | Doveri (Roma 1) |               |       |                                                                          |

#### Girone di ritorno
| Arbitro: | Irrati (Pistoia) |

|  |           |               |
|  | Marcatori | 90+4’ Moretti |

| Arbitro: | Valeri (Roma 2) |

|                                           |           |            |
| Zaza 17’ Sansone 29’ Berardi 90+3’ (rig.) | Marcatori | 83’ Icardi |

| Arbitro: | Guida (Torre Annunziata) |

|                            |           |  |
| Guarín 16’ Icardi 65’, 87’ | Marcatori |  |

| Arbitro: | Banti (Livorno) |

|                  |           |                                               |
| Maxi Moralez 27’ | Marcatori | 2’ (rig.) Shaqiri 37’, 63’ Guarín 72’ Palacio |

| Arbitro: | Mazzoleni (Bergamo) |

|                    |           |                        |
| Carrizo 74’ (aut.) | Marcatori | 47’ Kovačić 68’ Icardi |

| Arbitro: | Massa (Imperia) |

|  |           |           |
|  | Marcatori | 55’ Salah |

| Arbitro: | Rocchi (Firenze) |

|                        |           |                               |
| Hamšík 51’ Higuaín 63’ | Marcatori | 72’ Palacio 87’ (rig.) Icardi |

| Arbitro: | Gervasoni (Mantova) |

|             |           |            |
| Palacio 48’ | Marcatori | 30’ Defrel |

| Arbitro: | Valeri (Roma) |

|          |           |  |
| Éder 65’ | Marcatori |  |

| Arbitro: | Peruzzo (Schio) |

|            |           |          |
| Guarín 25’ | Marcatori | 44’ Lila |

| Arbitro: | Tagliavento (Terni) |

|  |           |                                           |
|  | Marcatori | 11’ Icardi 48’ Palacio 90+2’ (aut.) Moras |

| Milano 19 aprile 2015, ore 20:45 CEST 31ª giornata | Inter           | 0 – 0 referto | Milan | Stadio Giuseppe Meazza (74.022 spett.)\| Arbitro: \| Banti (Livorno) \| |
| Arbitro:                                           | Banti (Livorno) |               |       |                                                                         |

| Arbitro: | Orsato (Schio) |

|                         |           |                |
| Hernanes 15’ Icardi 88’ | Marcatori | 63’ Nainggolan |

| Arbitro: | Rocchi (Firenze) |

|               |           |                                |
| Di Natale 50’ | Marcatori | 48’ (rig.) Icardi 65’ Podolski |

| Milano 3 maggio 2015, ore 15:00 CEST 34ª giornata | Inter                    | 0 – 0 referto | Chievo | Stadio Giuseppe Meazza (33.144 spett.)\| Arbitro: \| Guida (Torre Annunziata) \| |
| Arbitro:                                          | Guida (Torre Annunziata) |               |        |                                                                                  |

| Arbitro: | Massa (Imperia) |

|             |           |                   |
| Candreva 8’ | Marcatori | 26’, 84’ Hernanes |

| Arbitro: | Doveri (Roma) |

|           |           |                                 |
| Icardi 9’ | Marcatori | 42’ (rig.) Marchisio 83’ Morata |

| Arbitro: | Tagliavento (Terni) |

|                                       |           |                        |
| Pavoletti 24’ Lestienne 41’ Kucka 89’ | Marcatori | 19’ Icardi 30’ Palacio |

| Arbitro: | Damato (Barletta) |

|                                          |           |                                      |
| Palacio 49’ Icardi 53’, 77’ Brozović 70’ | Marcatori | 59’, 88’ Mch'edlidze 62’ Pucciarelli |

### Coppa Italia

#### Fase finale
| Arbitro: | Tagliavento (Terni) |

|                        |           |  |
| Shaqiri 71’ Icardi 88’ | Marcatori |  |

| Arbitro: | Massa (Imperia) |

|               |           |  |
| Higuaín 90+3’ | Marcatori |  |

### UEFA Europa League

#### Play-off
| Arbitro: | Strahonja |

|  |           |                                    |
|  | Marcatori | 41’ Icardi 48’ Dodô 89’ D'Ambrosio |

| Arbitro: | Lechner |

|                                                   |           |  |
| Kovačić 28’, 33’, 51’ Osvaldo 47’ Icardi 69’, 80’ | Marcatori |  |

#### Fase a gironi
| Arbitro: | Zwayer |

|  |           |                |
|  | Marcatori | 71’ D'Ambrosio |

| Arbitro: | Kulbakov |

|                           |           |  |
| D'Ambrosio 18’ Icardi 85’ | Marcatori |  |

| Milano 23 ottobre 2014, ore 21:05 CEST 3ª giornata | Inter  | 0 – 0 referto | Saint-Étienne | Stadio Giuseppe Meazza (33.379 spett.)\| Arbitro: \| Taylor \| |
| Arbitro:                                           | Taylor |               |               |                                                                |

| Arbitro: | Vincic |

|                |           |          |
| Bayal Sall 55’ | Marcatori | 35’ Dodô |

| Arbitro: | Madden |

|                            |           |            |
| Kuzmanović 30’ Osvaldo 50’ | Marcatori | 16’ Rotan' |

| Baku 11 dicembre 2014, ore 19:00 CET 6ª giornata | Qarabağ | 0 – 0 referto | Inter | Tofiq Bahramov Stadium (32.000 spett.)\| Arbitro: \| Zelinka \| |
| Arbitro:                                         | Zelinka |               |       |                                                                 |

#### Fase ad eliminazione diretta
| Arbitro: | Vad |

|                                                    |           |                             |
| Armstrong 24’ Campagnaro 25’ (aut.) Guidetti 90+3’ | Marcatori | 4’ Shaqiri 13’, 45’ Palacio |

| Arbitro: | Kruzliak |

|            |           |  |
| Guarín 88’ | Marcatori |  |

| Arbitro: | Marciniak |

|                              |           |            |
| Naldo 28’ De Bruyne 63’, 76’ | Marcatori | 5’ Palacio |

| Arbitro: | Clattenburg |

|             |           |                            |
| Palacio 71’ | Marcatori | 24’ Caligiuri 89’ Bendtner |

## Statistiche
Statistiche aggiornate al 31 maggio 2015.

### Statistiche di squadra
| Competizione  | Punti | In casa | In casa | In casa | In casa | In casa | In casa | In trasferta | In trasferta | In trasferta | In trasferta | In trasferta | In trasferta | Totale | Totale | Totale | Totale | Totale | Totale | D.R. |
| Competizione  | Punti | G       | V       | N       | P       | Gf      | Gs      | G            | V            | N            | P            | Gf           | Gs           | G      | V      | N      | P      | Gf     | Gs     | D.R. |
| ------------- | ----- | ------- | ------- | ------- | ------- | ------- | ------- | ------------ | ------------ | ------------ | ------------ | ------------ | ------------ | ------ | ------ | ------ | ------ | ------ | ------ | ---- |
| Serie A       | 55    | 19      | 7       | 7       | 5       | 33      | 23      | 19           | 7            | 6            | 6            | 26           | 25           | 38     | 14     | 13     | 11     | 59     | 48     | 11   |
| Coppa Italia  | -     | 1       | 1       | 0       | 0       | 2       | 0       | 1            | 0            | 0            | 1            | 0            | 1            | 2      | 1      | 0      | 1      | 2      | 1      | 1    |
| Europa League | 12    | 6       | 4       | 1       | 1       | 12      | 3       | 6            | 2            | 3            | 1            | 9            | 7            | 12     | 6      | 4      | 2      | 21     | 10     | 11   |
| Totale        | -     | 26      | 12      | 8       | 6       | 47      | 26      | 26           | 9            | 9            | 8            | 35           | 33           | 52     | 21     | 17     | 14     | 82     | 59     | 23   |

### Andamento in campionato
| Giornata  | 1  | 2 | 3 | 4 | 5 | 6 | 7 | 8 | 9 | 10 | 11 | 12 | 13 | 14 | 15 | 16 | 17 | 18 | 19 | 20 | 21 | 22 | 23 | 24 | 25 | 26 | 27 | 28 | 29 | 30 | 31 | 32 | 33 | 34 | 35 | 36 | 37 | 38 |
| --------- | -- | - | - | - | - | - | - | - | - | -- | -- | -- | -- | -- | -- | -- | -- | -- | -- | -- | -- | -- | -- | -- | -- | -- | -- | -- | -- | -- | -- | -- | -- | -- | -- | -- | -- | -- |
| Luogo     | T  | C | T | C | C | T | C | T | C | T  | C  | T  | T  | C  | T  | C  | T  | C  | T  | C  | T  | C  | T  | T  | C  | T  | C  | T  | C  | T  | C  | C  | T  | C  | T  | C  | T  | C  |
| Risultato | N  | V | N | V | P | P | N | V | V | P  | N  | N  | P  | P  | V  | N  | N  | V  | N  | P  | P  | V  | V  | V  | P  | N  | N  | P  | N  | V  | N  | V  | V  | N  | V  | P  | P  | V  |
| Posizione | 12 | 4 | 6 | 4 | 5 | 8 | 8 | 6 | 6 | 7  | 7  | 7  | 11 | 12 | 11 | 11 | 11 | 10 | 10 | 9  | 13 | 9  | 9  | 6  | 8  | 9  | 7  | 9  | 9  | 9  | 9  | 7  | 7  | 9  | 7  | 8  | 8  | 8  |

Fonte:  CLASSIFICA SERIE A 2014-2015 - Giornata per giornata, su legaseriea.it, 31 maggio 2015.
Legenda:

Luogo: C = Casa; T = Trasferta. Risultato: V = Vittoria; N = Pareggio; P = Sconfitta.

### Statistiche dei giocatori
Sono in corsivo i calciatori che hanno lasciato la società a stagione in corso.
| Giocatore     | Serie A  | Serie A | Serie A     | Serie A    | Coppa Italia | Coppa Italia | Coppa Italia | Coppa Italia | Europa League | Europa League | Europa League | Europa League | Totale   | Totale | Totale      | Totale     |
| Giocatore     | Presenze | Reti    | Ammonizioni | Espulsioni | Presenze     | Reti         | Ammonizioni  | Espulsioni   | Presenze      | Reti          | Ammonizioni   | Espulsioni    | Presenze | Reti   | Ammonizioni | Espulsioni |
| ------------- | -------- | ------- | ----------- | ---------- | ------------ | ------------ | ------------ | ------------ | ------------- | ------------- | ------------- | ------------- | -------- | ------ | ----------- | ---------- |
| M. Andreolli  | 6        | 0       | 0           | 0          | 1            | 0            | 1            | 0            | 6             | 0             | 0             | 0             | 13       | 0      | 1           | 0          |
| E. Baldini    | 0        | 0       | 0           | 0          | 0            | 0            | 0            | 0            | 1             | 0             | 0             | 0             | 1        | 0      | 0           | 0          |
| T. Berni      | 0        | 0       | 0           | 0          | 0            | 0            | 0            | 0            | 0             | 0             | 0             | 0             | 0        | 0      | 0           | 0          |
| F. Bonazzoli  | 4        | 0       | 1           | 0          | 1            | 0            | 0            | 0            | 2             | 0             | 0             | 0             | 7        | 0      | 1           | 0          |
| R. Botta      | 0        | 0       | 0           | 0          | 0            | 0            | 0            | 0            | 1             | 0             | 0             | 0             | 1        | 0      | 0           | 0          |
| M. Brozović   | 15       | 1       | 7           | 0          | 1            | 0            | 0            | 0            | 0             | 0             | 0             | 0             | 16       | 1      | 7           | 0          |
| G. Camara     | 2        | 0       | 0           | 0          | 0            | 0            | 0            | 0            | 0             | 0             | 0             | 0             | 2        | 0      | 0           | 0          |
| H. Campagnaro | 10       | 0       | 3           | 0          | 0            | 0            | 0            | 0            | 6             | 0             | 1             | 0             | 16       | 0      | 4           | 0          |
| J. Carrizo    | 1        | -1      | 0           | 0          | 2            | -1           | 0            | 0            | 9             | -9            | 0             | 0             | 12       | -11    | 0           | 0          |
| D. D'Ambrosio | 23       | 0       | 8           | 0          | 1            | 0            | 0            | 0            | 8             | 3             | 2             | 0             | 32       | 3      | 10          | 0          |
| F. Dimarco    | 1        | 0       | 0           | 0          | 0            | 0            | 0            | 0            | 1             | 0             | 0             | 0             | 2        | 0      | 0           | 0          |
| Dodô          | 20       | 0       | 3           | 0          | 2            | 0            | 0            | 0            | 6             | 2             | 0             | 0             | 28       | 2      | 3           | 0          |
| I. Donkor     | 2        | 0       | 2           | 1          | 0            | 0            | 0            | 0            | 1             | 0             | 0             | 0             | 3        | 0      | 2           | 1          |
| Felipe        | 4        | 0       | 1           | 0          | 0            | 0            | 0            | 0            | 0             | 0             | 0             | 0             | 4        | 0      | 1           | 0          |
| A. Gnoukouri  | 5        | 0       | 1           | 0          | 0            | 0            | 0            | 0            | 0             | 0             | 0             | 0             | 5        | 0      | 1           | 0          |
| F. Guarín     | 28       | 6       | 5           | 0          | 1            | 0            | 0            | 0            | 8             | 1             | 2             | 0             | 37       | 7      | 7           | 0          |
| S. Handanovič | 37       | -47     | 2           | 0          | 0            | 0            | 0            | 0            | 3             | -1            | 0             | 0             | 40       | -48    | 2           | 0          |
| Hernanes      | 26       | 5       | 6           | 0          | 1            | 0            | 0            | 0            | 9             | 0             | 2             | 0             | 36       | 5      | 8           | 0          |
| M. Icardi     | 36       | 22      | 4           | 0          | 2            | 1            | 0            | 0            | 10            | 4             | 1             | 0             | 48       | 27     | 5           | 0          |
| Jonathan      | 2        | 0       | 0           | 0          | 0            | 0            | 0            | 0            | 3             | 0             | 0             | 0             | 5        | 0      | 0           | 0          |
| Juan Jesus    | 32       | 0       | 14          | 0          | 2            | 0            | 1            | 0            | 11            | 0             | 2             | 0             | 45       | 0      | 17          | 0          |
| M. Kovačić    | 35       | 5       | 3           | 1          | 1            | 0            | 0            | 0            | 8             | 3             | 0             | 0             | 44       | 8      | 3           | 1          |
| R. Krhin      | 3        | 0       | 0           | 0          | 0            | 0            | 0            | 0            | 2             | 0             | 0             | 0             | 5        | 0      | 0           | 0          |
| Z. Kuzmanovic | 14       | 0       | 0           | 0          | 1            | 0            | 0            | 0            | 10            | 1             | 1             | 0             | 25       | 1      | 1           | 0          |
| I. Mbaye      | 4        | 0       | 0           | 0          | 0            | 0            | 0            | 0            | 3             | 0             | 0             | 0             | 7        | 0      | 0           | 0          |
| G. Medel      | 35       | 0       | 12          | 1          | 2            | 0            | 1            | 0            | 7             | 0             | 2             | 0             | 44       | 0      | 15          | 1          |
| Y. M'Vila     | 8        | 0       | 0           | 0          | 0            | 0            | 0            | 0            | 6             | 0             | 0             | 0             | 14       | 0      | 0           | 0          |
| Y. Nagatomo   | 14       | 0       | 3           | 1          | 1            | 0            | 0            | 0            | 3             | 0             | 1             | 0             | 18       | 0      | 4           | 1          |
| J. Obi        | 11       | 1       | 1           | 0          | 1            | 0            | 0            | 0            | 5             | 0             | 0             | 0             | 17       | 1      | 1           | 0          |
| P. Osvaldo    | 12       | 5       | 1           | 0          | 0            | 0            | 0            | 0            | 7             | 2             | 0             | 0             | 19       | 7      | 1           | 0          |
| R. Palacio    | 35       | 8       | 3           | 0          | 0            | 0            | 0            | 0            | 6             | 4             | 0             | 0             | 41       | 12     | 3           | 0          |
| A. Palazzi    | 0        | 0       | 0           | 0          | 0            | 0            | 0            | 0            | 1             | 0             | 0             | 0             | 1        | 0      | 0           | 0          |
| L. Podolski   | 17       | 1       | 2           | 0          | 1            | 0            | 0            | 0            | 0             | 0             | 0             | 0             | 18       | 1      | 2           | 0          |
| G. Pușcaș     | 4        | 0       | 0           | 0          | 2            | 0            | 1            | 0            | 1             | 0             | 0             | 0             | 7        | 0      | 1           | 0          |
| A. Ranocchia  | 33       | 2       | 9           | 0          | 1            | 0            | 1            | 0            | 8             | 0             | 3             | 1             | 42       | 2      | 13          | 1          |
| D. Santon     | 9        | 0       | 0           | 0          | 1            | 0            | 0            | 0            | 4             | 0             | 1             | 0             | 14       | 0      | 1           | 0          |
| X. Shaqiri    | 15       | 1       | 3           | 0          | 2            | 1            | 2            | 0            | 3             | 1             | 1             | 0             | 20       | 3      | 6           | 0          |
| N. Vidić      | 23       | 1       | 6           | 1          | 0            | 0            | 0            | 0            | 5             | 0             | 2             | 0             | 28       | 1      | 8           | 1          |

## Giovanili

### Piazzamenti
- Primavera:
- Campionato Primavera: 1º posto nel girone B, quarti di finale.
- Coppa Italia: quarti di finale.
- Torneo di Viareggio: vincitore.